# سینتیا فالابلا
سینتیا لیما فالابلا (زاده ۱۹ ژانویه ۱۹۷۲ در بلو هوریزونته، برزیل) یک هنرپیشه اهل برزیل است. او خواهر بازیگر دبورا فالابلا است.
در سال ۲۰۰۲، سینتیا به جای خواهر کوچکترش، دبورا فالابلا، که یک هفته را در بیمارستانی برای درمان مننژیت گذراند، به کار دعوت و به این شکل بازیگری را شروع کرد.

## فیلم‌شناسی

### تلویزیون
| سال  | عنوان         | نقش               | یادداشت             |
| ---- | ------------- | ----------------- | ------------------- |
| ۲۰۰۲ | ای کلون       | مل فراز / مونیک   | کامئو               |
| ۲۰۰۵ | آمریکا        | سیدینها           |                     |
| ۲۰۰۸ | فینال تمپو    | آندریا            | قسمت: "پوزیدا"      |
| ۲۰۱۰ | یک ویدا الهیا | میرنا             | قسمت: "O Sequestro" |
| ۲۰۱۱ | آکوئل بیجو    | استلا جاردیم      |                     |
| ۲۰۱۲ | کوراس فریدوس  | آلین آلمیدا وارلا |                     |
| ۲۰۱۲ | (fdp)         | مانوئلا           |                     |

### فیلم
| سال  | عنوان                           | نقش    | یادداشت‌ها  |
| ---- | ------------------------------- | ------ | ---------- |
| ۱۹۹۸ | "هورا واگوبوندا"                |        | فیلم کوتاه |
| ۲۰۰۴ | آکولس دیاس                      |        |            |
| ۲۰۰۵ | راهنمای برای کچیل آتروپلر       |        | فیلم کوتاه |
| ۲۰۰۵ | او کوینتال دو گوریلهیرو         | ماگالی | فیلم کوتاه |
| ۲۰۰۶ | ۱۲ کار                          | دوقلو  |            |
| ۲۰۰۶ | باتیسمو د خون                   | جانا   |            |
| ۲۰۰۷ | ۵ فراتونز دی یوما کوز هیتوریا   | لوسیا  |            |
| ۲۰۰۸ | سوم سوم سوم                     | ماری   | فیلم کوتاه |
| ۲۰۱۰ | چیکو زاوییر                     | استاد  |            |
| ۲۰۱۱ | "سلا مالدتا ڤونتا دی سر پاسارو" | کلارا  |            |
| ۲۰۱۲ | از کارناوال‌های دیگر             | داستان | فیلم کوتاه |